# بارغولول
بارغولول وهو أحد حاصرات المستقبل بيتا الودي.